# Julian Gressel
Julian Gressel (Neustadt an der Aisch, 1993. december 16. –) német születésű amerikai válogatott labdarúgó, a Minnesota United középpályása.

## Pályafutása

### Klubcsapatokban
Gressel a németországi Neustadt an der Aisch városában született. Az ifjúsági pályafutását a Neustadt és a Greuther Fürth csapatában kezdte, majd a Quelle Fürth akadémiájánál folytatta.
2012-ben mutatkozott be az Eintracht Bamberg felnőtt keretében. 2017-ben az észak-amerikai első osztályban érdekelt Atlanta United szerződtette. A 2018-as szezonban megszerezték a bajnoki címet. 2020-ban a DC Unitedhez igazolt. 2022. július 15-én másfél éves szerződést kötött a Vancouver Whitecaps együttesével. Először a 2022. július 24-ei, Chicago Fire ellen 3–1-re elvesztett mérkőzésen lépett pályára. Első gólját 2022. augusztus 21-én, a Real Salt Lake ellen idegenben 1–1-es döntetlennel zárult találkozón szerezte meg. 2023. július 21-én a Columbus Crew csapatához írt alá.
2024. január 9-én az Inter Miami szerződtette. 2025. április 29-én a Minnesota United bejelentette, hogy 1+1 évre szóló szerződést kötöttek.

### A válogatottban
Gressel 2023-ban debütált az amerikai válogatottban. Először a 2023. január 26-ai, Szerbia ellen 2–1-re elvesztett mérkőzésen lépett pályára.

## Statisztikák
2024. augusztus 14. szerint
| Klub                | Szezon   | Osztály  | Bajnokság | Bajnokság | Kupa  | Kupa | Nemzetközi | Nemzetközi | Összesen | Összesen |
| Klub                | Szezon   | Osztály  | Meccs     | Gól       | Meccs | Gól  | Meccs      | Gól        | Meccs    | Gól      |
| ------------------- | -------- | -------- | --------- | --------- | ----- | ---- | ---------- | ---------- | -------- | -------- |
| Atlanta United      | 2017     | MLS      | 33        | 5         | 2     | 1    | —          | —          | 35       | 6        |
| Atlanta United      | 2018     | MLS      | 38        | 4         | 2     | 0    | —          | —          | 40       | 4        |
| Atlanta United      | 2019     | MLS      | 36        | 8         | 3     | 0    | 4          | 2          | 43       | 10       |
| DC United           | 2020     | MLS      | 22        | 2         | 0     | 0    | —          | —          | 22       | 2        |
| DC United           | 2021     | MLS      | 34        | 2         | 0     | 0    | —          | —          | 34       | 2        |
| DC United           | 2022     | MLS      | 17        | 0         | 0     | 0    | —          | —          | 17       | 0        |
| Vancouver Whitecaps | 2022     | MLS      | 13        | 2         | 1     | 0    | —          | —          | 14       | 2        |
| Vancouver Whitecaps | 2023     | MLS      | 18        | 3         | 3     | 2    | 3          | 0          | 24       | 5        |
| Columbus Crew       | 2023     | MLS      | 15        | 1         | 0     | 0    | 2          | 0          | 17       | 1        |
| Inter Miami         | 2024     | MLS      | 25        | 1         | 0     | 0    | 8          | 0          | 33       | 1        |
| Összesen            | Összesen | Összesen | 251       | 28        | 11    | 3    | 17         | 2          | 279      | 33       |

### A válogatottban
| Válogatott       | Év       | Pályára lépés | Gól |
| ---------------- | -------- | ------------- | --- |
| Egyesült Államok | 2023     | 6             | 0   |
| Összesen         | Összesen | 6             | 0   |

## Sikerei, díjai
Atlanta United
- MLS
  - Bajnok (1): 2018

- US Open Cup
  - Győztes (1): 2019

- Campeones Cup
  - Győztes (1): 2019

Vancouver Whitecaps
- Kanadai Kupa
  - Győztes (2): 2022, 2023

Columbus Crew
- MLS
  - Bajnok (1): 2023

Inter Miami
- MLS alapszakasz
  - Győztes (1): 2024